# Smilax larvata
Smilax larvata är en enhjärtbladig växtart som beskrevs av August Heinrich Rudolf Grisebach. Smilax larvata ingår i släktet Smilax och familjen Smilacaceae. Inga underarter finns listade.